# Glassford
Glassford är en ort i Storbritannien.   Den ligger i kommunen South Lanarkshire och riksdelen Skottland, i den centrala delen av landet, 500 km nordväst om huvudstaden London. Glassford ligger 212 meter över havet och antalet invånare är 606.
Terrängen runt Glassford är huvudsakligen platt, men söderut är den kuperad. Runt Glassford är det ganska tätbefolkat, med 124 invånare per kvadratkilometer. Närmaste större samhälle är East Kilbride, 11,7 km nordväst om Glassford. Trakten runt Glassford består i huvudsak av gräsmarker.